# لالا لاجبات راي
لالا لاجبات راي (28 يناير 1865 - 17 نوفمبر 1928) كاتب هندي، وسياسي، ومناضل من أجل الحرية. لعب دورًا حيويًا في حركة الاستقلال الهندية. يُعرف شعبيًا باسم البنجاب كيسري. يُعرف أيضًا باسم «بنجاب دي شير» والتي تعني حرفيًا «أسد البنجاب». واحد من الأعضاء الثلاثة في الحكم الثلاثي لال بال بّال. ارتبط أيضًا بالأنشطة الإدارية لبنك البنجاب الوطني في السنوات الأولى وشركة لاكشمي للتأمين في مراحلهما الأولى في عام 1894. قاد مسيرة احتجاجية سلمية ضد الإصلاحات الدستورية الهندية للجنة سيمون البريطانية، واجهتها الشرطة في لاهور بالهراوات، وتوفي متأثرًا بجروح خطيرة في رأسه بعد 18 يومًا من الإصابات البالغة.

## تعليمه
في أواخر سبعينيات القرن التاسع عشر، نُقل والده إلى رواري، وهناك تلقى تعليمه الأولي في المدرسة الثانوية الحكومية العليا، رواري، مقاطعة البنجاب، حيث عُين والده مدرسًا للغة الأردية. في عام 1880، انضم لاجبات راي إلى جامعة الكلية الحكومية في لاهور لدراسة القانون، حيث تواصل مع الوطنيين والمقاتلين المستقبليين من أجل الحرية، مثل لالا هانز راج وبانديت جورو دوت. أثناء دراسته في لاهور، تأثر بالحركة الإصلاحية الهندوسية لسوامي دايان وساراسواتي، وأصبح عضوًا في آريا ساماج لاهور (تأسست عام 1877) ومؤسسًا محررًا لصحيفة آريا جازيت ومقرها لاهور.

## سيرته المهنية

### القانون
في عام 1884 انتقل والده إلى روهتك، والتحق به راي بعد الانتهاء من دراسته في لاهور. في عام 1886، انتقل إلى مدينة حصار حيث نُقل والده، وبدأ في ممارسة القانون وأصبح عضوًا مؤسسًا في مجلس نقابة المحامين في حصار جنبًا إلى جنب مع بابو تشوراماني. في العام نفسه، أسس أيضًا فرع منطقة حصار من المؤتمر الوطني الهندي وإصلاحية آريا ساماج مع بابو تشوراماني (محام) والأشقاء الثلاثة من تايال (شاندو لال تايال، وهاري لال تايال، وبالموكاند تايال) والدكتور رامجي لال هودا، والدكتور داني رام، وآريا ساماج بانديت موراري لال، وسيث تشاجو رام جات (مؤسس مدرسة جات، حصار)، وديف راج ساندير. في عام 1888 ومرة أخرى في عام 1889، تشرف بكونه أحد المندوبين الأربعة من حصار لحضور الدورة السنوية للمؤتمر في الله أباد، جنبًا إلى جنب مع بابو تشوراماني، لالا تشابيل داس، وسيث جوري شانكار. في عام 1892 انتقل إلى لاهور للعمل أمام محكمة لاهور العليا. لتشكيل التوجه السياسي للهند للحصول على الاستقلال. مارس الصحافة أيضًا وكان مساهمًا منتظمًا في العديد من الصحف من بينها ذا تريبيون. في عام 1886 ساعد المهاتما هانزراج في إنشاء مدرسة داياناندا الأنجلوـ فيدية الوطنية، لاهور.
ترك ممارسة القانون عام 1914، ليكرس نفسه لحركة الاستقلال الهندية وسافر إلى بريطانيا، ثم إلى الولايات المتحدة في عام 1917. في أكتوبر 1917، أسس الرابطة الهندية للحكم الذاتي الأمريكية في نيويورك. مكث في الولايات المتحدة منذ عام 1917 وحتى عام 1920. تأثر نضاله المبكر من أجل الحرية بآريا ساماج والتمثيل المجتمعي.

### السياسة
بعد انضمامه إلى المؤتمر الوطني الهندي والمشاركة في التحريض السياسي في البنجاب، رُحل لالا لاجبات راي وادوال إلى ماندالاي، لكن لم تكن هناك أدلة كافية لاحتجازه بتهمة التخريب. حاول أنصار لاجبات راي تأمين انتخابه لرئاسة جلسة الحزب في سورات في ديسمبر 1907، لكنه لم ينجح. 
أسس الكلية الوطنية داخل قاعة برادلو في لاهور كبديل للمؤسسات ذات الطراز البريطاني، زكان من بين الخريجين بهجت سنغ. انتخِب رئيسًا للمؤتمر الوطني الهندي في جلسة كالكوتا الخاصة عام 1920. في عام 1921، أسس جمعية موظفي المجتمع، وهي منظمة رعاية غير ربحية، في لاهور، والتي انتقلت قاعدتها إلى دلهي بعد التقسيم، ولها فروع في أجزاء كثيرة من الهند. وفقًا له، يحتاج المجتمع الهندوسي إلى خوض معركته الخاصة مع النظام الطبقي ووضع المرأة والنبذ. كانت الفيدا جزءًا مهمًا من الدين الهندوسي، ووافق على السماح للجميع بقراءتها وتلاوة المانترا. اعتقد أنه يجب السماح للجميع بالقراءة والتعلم من الفيدا.

### السفر إلى الولايات المتحدة
سافر لاجبات راي إلى الولايات المتحدة عام 1917، ثم عاد خلال الحرب العالمية الأولى. جال في مجتمعات السيخ على طول الساحل الغربي، وزار جامعة توسكيغي في ألاباما، والتقى بالعاملين في الفلبين. كتابه، الولايات المتحدة الأمريكية (1916)، فيه تفاصيل هذه الرحلات وتميز باقتباسات واسعة من كبار المثقفين الأمريكيين من أصل أفريقي، بما في ذلك دي. إي. بي. دو بويز، وفريدريك دوغلاس. أثناء وجوده في الولايات المتحدة، أسس الرابطة الهندية الرئيسية للحكم في مدينة نيويورك وصحيفة شهرية، هي يانغ إنديا، وجمعية خدمات معلومات هندوستان. سعى راي للحصول على دعم المجتمع الدولي لتحقيق الاستقلال الهندي، فقدم التماسًا إلى لجنة الشؤون الخارجية بمجلس النواب الأمريكي، ورسم صورة حية لسوء الإدارة من قبل الراج البريطاني في الهند، وتطلعات الجمهور الهندي للاستقلال بالإضافة إلى العديد من النقاط الأخرى. ناقش مجلس الشيوخ الأمريكي في أكتوبر 1917 الالتماس المكون من 32 صفحة، والذي جرى إعداده بين عشية وضحاها. ناقش المؤلّف أيضًا فكرة «الطبقة الملونة»، مما يشير إلى أوجه التشابه الاجتماعي بين العرق في الولايات المتحدة والطائفة في الهند. خلال الحرب العالمية الأولى، عاش لاجبات راي في الولايات المتحدة، لكنه عاد إلى الهند في عام 1919، وفي العام التالي قاد الجلسة الخاصة لحزب المؤتمر الذي أطلق حركة عدم التعاون. سُجن منذ عام 1921 وحتى عام 1923 وانتُخب عضوًا في المجلس التشريعي عند إطلاق سراحه.

## الاحتجاجات ضد لجنة سيمون
في عام 1928 أنشأت المملكة المتحدة لجنة سيمون برئاسة السير جون سايمون لتقديم تقرير عن الوضع السياسي في الهند. لم تضم اللجنة أي عضو هندي فقاطعتها الأحزاب السياسية، وقوبلت باحتجاجات في جميع أنحاء البلاد. عندما زارت اللجنة لاهور في 30 أكتوبر 1928، قاد لاجبات راي مسيرة سلمية احتجاجًا على ذلك وأطلق شعار «سيمون تراجع!». ردد المتظاهرون الشعار، ورفعوا الرايات السوداء.
أمر مفتش الشرطة في لاهور، جيمس إيه. سكوت، الشرطة بتوجيه الاتهام إلى المتظاهرين والاعتداء شخصيًا على راي. على الرغم من إصابته بجروح خطيرة، خاطب راي الحشد في وقت لاحق وقال «أعلن أن الضربات الموجهة لي اليوم ستكون آخر المسامير في نعش الحكم البريطاني في الهند».

## الموت
لم يتعاف راي تمامًا من إصاباته، وتوفي في 17 نوفمبر 1928. اعتقد الأطباء أن ضربات جيمس سكوت قد عجلت بوفاته. ومع ذلك، عندما أثيرت المسألة في البرلمان البريطاني، نفت الحكومة البريطانية أي دور لها في وفاة راي. أقسم بهجت سنغ، أحد ثوار جمعية هندوستان الاشتراكية الجمهورية الذي كان شاهدًا على الحدث، على الانتقام لمقتل راي، القائد المهم لحركة الاستقلال الهندية. انضم إلى ثوار آخرين، شيفارام راجورو، وسوخديف ثابار، وشاندرا شيخار آزاد، في خطة لقتل سكوت لإرسال رسالة إلى الحكومة البريطانية. لكنهم أخطأوا في تحديد هوية المفتش، وأطلق سنغ النار على جون بّي. سوندرز، مساعد المفتش في شرطة لاهور. أطلق راجورو وسنغ النار عليه أثناء مغادرته مقر شرطة المنطقة في لاهور في 17 ديسمبر 1928. أصيب قائد الشرطة المُطارِد، تشانان سنغ، بجروح قاتلة بنيران آزاد.
لم تمنع هذه القضية سنغ وزملائه في جمعية هندوستان الاشتراكية الجمهورية من الادعاء بأن الانتقام قد تم.